# Johannes-Passion (Gubaidulina)
Die Johannes-Passion von Sofia Gubaidulina ist ein bedeutendes geistliches Werk einer zeitgenössischen russischen Komponistin, es ist jedoch kein kirchliches Werk.

## Werk
In der musikalischen Passion sind Textpassagen des Evangeliums in russischer Sprache mit solchen aus dem Buch der Offenbarung verschachtelt.
Die Passion ist für Solisten, Chor und Orchester geschrieben und wurde im Auftrag der Stadt Stuttgart zum 250. Todestag von Johann Sebastian Bach (2000) komponiert.
Das Werk steht in einer Tradition neuerer religiös-spiritueller Kompositionen aus den ehemaligen Ostblockstaaten, zu denen beispielsweise auch verschiedene Werke des polnischen Komponisten Penderecki (Utrenja u. a.) oder das unter der geistlichen Leitung des russisch-orthodoxen Religionsphilosophen und Priesters Alexander Men (1935–1990) geschaffene Werk Das Mysterium des Apostels Paulus des sowjetisch-russischen Komponisten Nikolai Karetnikow zählen.
Bei der Passion Gubaidulinas handelt es sich um ein Werk, das Mark Swed von der Los Angeles Times zufolge „den Zuhörer in Angst und Schrecken versetzt und eine schreckliche Warnung für Russland impliziert [...] Die Apokalypse scheint kurz bevorzustehen.“
Stephen Johnson vom BBC Music Magazine merkt an, der „Grundbestandteil fast jedes Solos oder Chors, jeder Melodie oder Geste ist die kleine Sekunde, das Intervall, das in der westlichen Musik seit Jahrhunderten Seufzer und Schmerzensschreie repräsentiert“ und dass die Komponistin daraus „Texturen von ungeheurer Komplexität [webe]“ oder „aufschlussreich einfache, sparsam harmonisierte Gesänge oder Rezitative [herauszeichne]“. Sie erschaffe auch „rasende, polyphonisch dichte Crescendos und Passagen von schwarzer Stasis“.

Die Musikwissenschaftlerin Elena Chernova weist betreffs der geistlichen Musik darauf hin, dass die 

„Musik der wenigen Komponisten (Maksimilian Štejnberg, Nikolaj Golovanov), die während der sowjetischen Zeit noch auf diesem Gebiet tätig waren, […] uns nachvollziehen [lässt], wie schwierig das Überleben der geistlichen Musik unter den Bedingungen einer starken Zensur und der Verfolgung der Kirche war, und wie vehement sie im Œuvre der Avantgardisten (Al'fred Šnitke, Sofija Gubajdulina) später wieder zum Vorschein kam.“

## Besetzung
Das Werk ist folgendermaßen besetzt:
- Orchesterbesetzung: 4 Flöten (auch Piccolo-, Alt- und Bassflöte), 1 Oboe, 4 Klarinetten (auch Es- und Bassklarinette), 1 Fagott – 3 Wagnertuben, 3 Trompeten (auch Basstrompete), 3 Posaunen (auch Bassposaune und Kontrabassposaune), Tuba – Schlagwerk (6 Spieler) – verstärktes Klavier, Orgel, Synthesizer – Streicher: 16 erste Violinen, 14 zweite Violinen, 12 Bratschen, 10 Violoncelli, 8 Kontrabässe.
- Chor: Kammerchor (24 Stimmen) und Großer Chor SATB (80 Stimmen).
- Solisten: Sopran, Tenor, Bariton, Bass.

Die Aufführungsdauer beträgt ca. 1 h 40 min.